# Mistrzostwa Europy U-21 w Piłce Nożnej 2004
Mistrzostwa Europy U-21 w piłce nożnej 2004 odbywały się w dniach 27 maja – 8 czerwca 2004 roku w Niemczech. Turniej stanowił jednocześnie finałową kwalifikację do igrzysk w Atenach (awansowały pierwsze trzy zespoły).

## Kwalifikacje
W kwalifikacjach brali udział 48 drużyn narodowych U-21, podzielonych na 10 grup, w których znajdowało się 4 lub 5 zespołów. Mistrzowie i sześć najlepszych zespołów z drugich miejsc awansowali do fazy play-off, z której zostały wyłonionych ośmioro finalistów turnieju głównego.

## Pierwsza runda grupowa

### Grupa A
| 27 maja Bochum |  | Włochy | 1 | - | 2 (0-2) | Białoruś |

| 27 maja Oberhausen |  | Chorwacja | 2 | - | 3 (0-1) | Serbia i Czarnogóra |

| 29 maja Oberhausen |  | Białoruś | 1 | - | 1 (0-1) | Chorwacja |

| 29 maja Bochum   |  | Włochy | 2 | - | 1 (1-0) | Serbia i Czarnogóra |
| 1 czerwca Bochum |  | Włochy | 1 | - | 0 (1-0) | Chorwacja           |

| 1 czerwca Oberhausen |  | Serbia i Czarnogóra | 2 | - | 1 (0-1) | Białoruś |

#### Tabela końcowa
Grupa A
| M | Reprezentacja       | L.m. | Zw. | Rem. | Por. | Bramki | R.br. | Pkt |
| 1 | Włochy              | 3    | 2   | 0    | 1    | 4:3    | +1    | 6   |
| 2 | Serbia i Czarnogóra | 3    | 2   | 0    | 1    | 6:5    | +1    | 6   |
| 3 | Białoruś            | 3    | 1   | 1    | 1    | 4:4    | 0     | 4   |
| 4 | Chorwacja           | 3    | 0   | 1    | 2    | 3:5    | -2    | 1   |

### Grupa B
| 28 maja Moguncja |  | Niemcy | 2 | - | 1 (1-0) | Szwajcaria |

| 28 maja Mannheim |  | Szwecja | 3 | - | 1 (1-1) | Portugalia |

| 30 maja Mannheim   |  | Niemcy     | 1 | - | 2 (0-0) | Szwecja    |
| 30 maja Moguncja   |  | Szwajcaria | 2 | - | 2 (0-0) | Portugalia |
| 2 czerwca Moguncja |  | Niemcy     | 1 | - | 2 (1-1) | Portugalia |
| 2 czerwca Mannheim |  | Szwecja    | 3 | - | 1 (1-1) | Szwajcaria |

#### Tabela końcowa
Grupa B
| M | Reprezentacja | L.m. | Zw. | Rem. | Por. | Bramki | R.br. | Pkt |
| 1 | Szwecja       | 3    | 3   | 0    | 0    | 8:3    | +5    | 9   |
| 2 | Portugalia    | 3    | 1   | 1    | 1    | 5:6    | -1    | 4   |
| 3 | Niemcy        | 3    | 1   | 0    | 2    | 4:5    | -1    | 3   |
| 4 | Szwajcaria    | 3    | 0   | 1    | 2    | 4:7    | -3    | 1   |

## Półfinały
| 5 czerwca Bochum |  | Włochy | 3 | - | 1 (2-1) | Portugalia |

| 5 czerwca Oberhausen |  | Szwecja | 1 | - | 1, po dogrywce, karne: 5:6 (1-0) | Serbia i Czarnogóra |

## O trzecie miejsce
| 8 czerwca Oberhausen |  | Szwecja | 2 | - | 3, po dogrywce (2-2, 2-2, 1-0) | Portugalia |

## Finał
| 8 czerwca Bochum |  | Włochy | 3 | - | 0 (1-0) | Serbia i Czarnogóra |

Triumfatorem Mistrzostw Europy U-21 2004 została reprezentacja Włoch.